# Erna Hennicot-Schoepges
Erna Hennicot-Schoepges (née le 24 juillet 1941 à Dudelange) est une pianiste et femme politique luxembourgeoise, membre du Parti populaire chrétien-social (CSV), qu'elle présida de 1995 à 2003.

## Carrière politique
Erna Hennicot-Schoepges était pianiste à l'orchestre de RTL jusqu'en 1966, année de son mariage,.
Elle figure pour la première fois sur une liste électorale des chrétiens-sociaux en 1974,.
Elle est présidente de la Chambre des députés (1989-1995). De janvier 1995 à 1999, elle est membre du gouvernement Juncker-Poos II, où elle est ministre de l'Éducation nationale, ministre de la Culture et ministre des Cultes. À ce poste, elle fait passer l'âge obligatoire d'entrée à l'école de 4 à 3 ans. En 1995, elle prend également la présidence du CSV, et introduit les quotas de femmes sur les listes électorales. De 1999 à 2004, elle est membre du gouvernement Juncker-Polfer, où elle est ministre de la Culture, ministre de l'Enseignement supérieur et de la Recherche et ministre des Travaux publics. Au sein de ces deux gouvernements, elle est également ministre déléguée à la Francophonie. Il quitte son poste en 2004 après avoir été limogée par son parti.
Elle est députée européenne de 2004 à 2009, siégeant au sein du groupe PPE-DE.

### Commissions au parlement européen

#### Membre
- 21 juillet 2004 - 18 janvier 2006 : Commission de la culture et de l'éducation
- 19 janvier 2006 - 13 juillet 2009 : Commission de l'industrie, de la recherche et de l'énergie
- 15 septembre 2004 - 13 juillet 2009 : Délégation pour les relations avec le Mercosur

#### Membre suppléant
- 22 juillet 2004 - 13 juillet 2009 : Commission de l'environnement, de la santé publique et de la sécurité alimentaire
- 16 février 2005 - 18 janvier 2006 : Commission de l'industrie, de la recherche et de l'énergie
- 19 janvier 2006 - 17 janvier 2007 : Commission temporaire sur l'utilisation alléguée de pays européens par la CIA pour le transport et la détention illégale de prisonniers
- 19 janvier 2006 - 13 juillet 2009 : Commission de la culture et de l'éducation
- 10 mai 2007 - 4 février 2009 : Commission temporaire sur le changement climatique
- 7 juillet 2005 - 31 décembre 2006 : Délégation à la commission parlementaire mixte UE-Bulgarie
- 16 septembre 2004 - 17 janvier 2007 : Délégation pour les relations avec la République populaire de Chine

## Distinctions
- Grand-croix de la Légion d'honneur
- Grand-croix de l'ordre du Faucon